# Robert Lighthizer
Robert Lighthizer (ur. 11 października 1947) – amerykański prawnik.

## Życiorys
Po ukończeniu studiów był prawnikiem, a w 1980 roku został mianowany na stanowisko zastępcy przedstawiciela do spraw handlu USA (deputy USTR) w administracji prezydenta Ronalda Reagana. W 2017 został mianowany przedstawicielem do spraw handlu USA (USTR) w gabinecie Donalda Trumpa.